# 五里河 (渤海)
五里河，位于中华人民共和国辽宁省葫芦岛市的一条河流，发源于连山区寺儿堡镇后峪村歪桃山，蜿蜒向东南，流经前峪村、老边村、寺前村、前瓦庙子村、西营盘村、葫芦岛市市区，在龙港区玉皇街道转东流，于葫芦岛锌厂以北与连山河汇流注入渤海锦州湾。河流全长37.1千米，流域面积155平方千米，河道平均比降2.97‰，年均径流量2520万立方米。五里河流经葫芦岛市区，沿岸有多家石化企业，原企业污水直接排入河中，造成河水污染严重。现经过多年治理，污染有所改善，沿岸也建成了带状公园。